# Herbert Floss
Herbert Floss ou Herbert Floß (25 août 1912 - 22 octobre 1943) est un membre du parti nazi et un SS-Scharführer. Il fut le commandant par intérim du camp d'extermination de Sobibor et servit au camp d'extermination de Treblinka en tant qu'expert en crémation au camp II Totenlager.

## Biographie
Floss a rejoint le NSDAP en 1930, la SA en 1931 et la SS en 1935. Floss a travaillé dans plusieurs centres d'euthanasie ainsi qu'à Buchenwald, avant de rejoindre le camp d'extermination de Sobibor à sa fondation en avril 1942. Il y sert jusqu'à la révolte du 14 octobre 1943, au cours de laquelle une cinquantaine de détenus s'échappèrent. Pendant cette période il fut pendant quelques semaines commandant par intérim du camp jusqu'à ce que Gustav Wagner lui succède. 
Spécialiste des crémations, il apporte son savoir-faire dans le camp de Treblinka, alors jonché par des milliers de cadavres des déportés gazés. Il met en œuvre un système de crémation des corps dans le camp II Totenlager qu'il supervise alors.
Heinrich Matthes, un autre officier SS de Treblinka, témoigna lors du procès de Treblinka : 
« Un SS-Oberscharführer ou Hauptscharführer Floss est arrivé à ce moment-là [novembre 1942], qui, je suppose, doit avoir déjà séjourné dans un autre camp. Il a ensuite fait construire l'installation pour brûler les cadavres. L’incinération était réalisée en plaçant des rails de chemin de fer sur des blocs de béton. Les cadavres étaient entassés sur ces rails, du bois de pinceau placé sous les rails et le bois était imbibé d'essence. De cette manière, non seulement les cadavres récemment gazés ont été brûlés, mais également ceux qui ont été exhumés des fosses,. »
À la fin de juillet 1943, la « brigade de la mort » juive du camp II, avait incinéré environ 700 000 corps. Dans le camp de Sobibor, Floss a également formé les gardes ukrainiens. Une semaine après le soulèvement, il en accompagna quelques-uns à Lublin. Le 22 octobre 1943, lors d'une escale à la gare de Zawadówka, quelques gardes ukrainiens se révoltèrent et firent désertion pour ne pas rejoindre le camp de Trawniki. Floss, qui tenta de s'interposer, fut maîtrisé puis abattu par le garde Vasyl Hetmaniec avec son propre pistolet-mitrailleur.